# Orgest Gava
Orgest Gava (ur. 29 marca 1990 w Elbasanie) – albański piłkarz, w sezonie 2024/2025 grający na pozycji pomocnika w klubie AF Elbasani. Występował w młodzieżowych reprezentacjach Albanii U-20 i U-21.

## Kariera piłkarska

### Kariera klubowa
Wychowanek KS Elbasani. W 2012 roku został wypożyczony do Shkumbini Peqin. W 2015 odszedł do Bylisu Ballsh. Grał tam dwa lata, potem przeszedł do KS Lushnja. Już w swoim drugim meczu strzelił gola. Kiedy jego klub spadł z albańskiej ekstraklasy, odszedł z drużyny. Po raz pierwszy wyjechał poza Albanię w 2018 roku, kiedy podpisał kontrakt z kosowskim KF Trepça’89 Mitrowica. W sierpniu 2019 został piłkarzem KF Dukagjini Klina. Na początku 2020 powrócił do Lushnji.
| Sezon   | Klub                   | Kraj    | Rozgrywki           | Mecze | Gole |
| ------- | ---------------------- | ------- | ------------------- | ----- | ---- |
| 2010/11 | KS Elbasani            | Albania | Kategoria Superiore | 30    | 1    |
| 2011/12 | KS Elbasani            | Albania | Kategoria e Parë    | 26    | 6    |
| 2012/13 | Shkumbini Peqin        | Albania | Kategoria Superiore | 8     | 0    |
| 2012/13 | KS Elbasani            | Albania | Kategoria e Parë    | 14    | 1    |
| 2013/14 | KS Elbasani            | Albania | Kategoria e Parë    | 26    | 0    |
| 2014/15 | KS Elbasani            | Albania | Kategoria Superiore | 31    | 1    |
| 2015/16 | Bylis Ballsh           | Albania | Kategoria Superiore | 30    | 2    |
| 2016/17 | Bylis Ballsh           | Albania | Kategoria e Parë    | 23    | 3    |
| 2017/18 | KS Lushnja             | Albania | Kategoria Superiore | 32    | 1    |
| 2018/19 | KF Trepça’89 Mitrowica | Kosowo  | Superliga e Kosovës | 21    | 2    |
| 2019/20 | KF Dukagjini Klina     | Kosowo  | Superliga e Kosovës | 14    | 0    |
| 2019/20 | KS Lushnja             | Albania | Kategoria e Parë    | 10    | 0    |
| 2020/21 | KF Tomori              | Albania | Kategoria e Parë    | 18    | 0    |
| 2021/22 | AF Elbasani            | Albania | Kategoria e Tretë   | 14    | 5    |
| 2022/23 | AF Elbasani            | Albania | Kategoria e Dytë    | 23    | 8    |
| 2023/24 | AF Elbasani            | Albania | Kategoria e Parë    | 18    | 1    |
| 2024/25 | AF Elbasani            | Albania | Kategoria Superiore | 1     | 0    |

### Kariera reprezentacyjna
Gava zaliczył 2 mecze w drużynie U-20 i 11 meczów w drużynie U-21. Debiutując w drużynie U-21, miał 19 lat, 5 miesięcy i 7 dni. W meczu z Azerbejdżanem zadebiutował, wchodząc za Haira Zeqiriego. Mecz zakończył się wynikiem 1:0 dla Albanii.